# Löseplatz

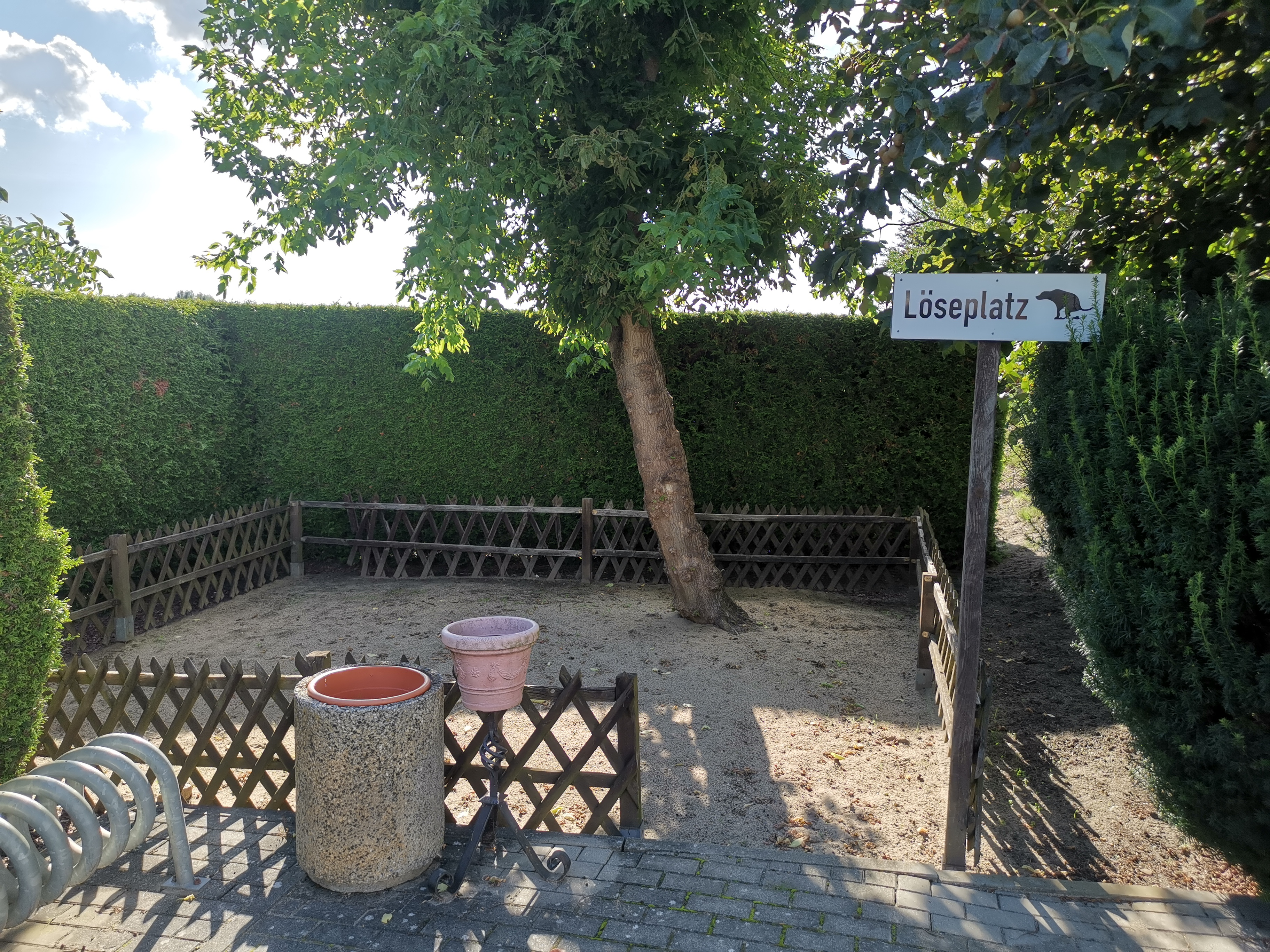
Löseplatz in Teltow

Ein Löseplatz ist eine Stelle, an der Hunde sich lösen, also ihr „Geschäft“ verrichten können. Das Verb lösen (von Losung) stammt aus der Jägersprache und bezeichnet das Koten beim Haarwild und bei Hunden. Bei Hundeschauen, Hunderennen, Hundeturnieren usw. wird der Löseplatz besonders ausgewiesen. Insbesondere bei der Erziehung der Welpen ist darauf zu achten, dass der Hund lernt, einen Löseplatz zu benutzen der ihm angewiesen wird. 